# Kolencentrale

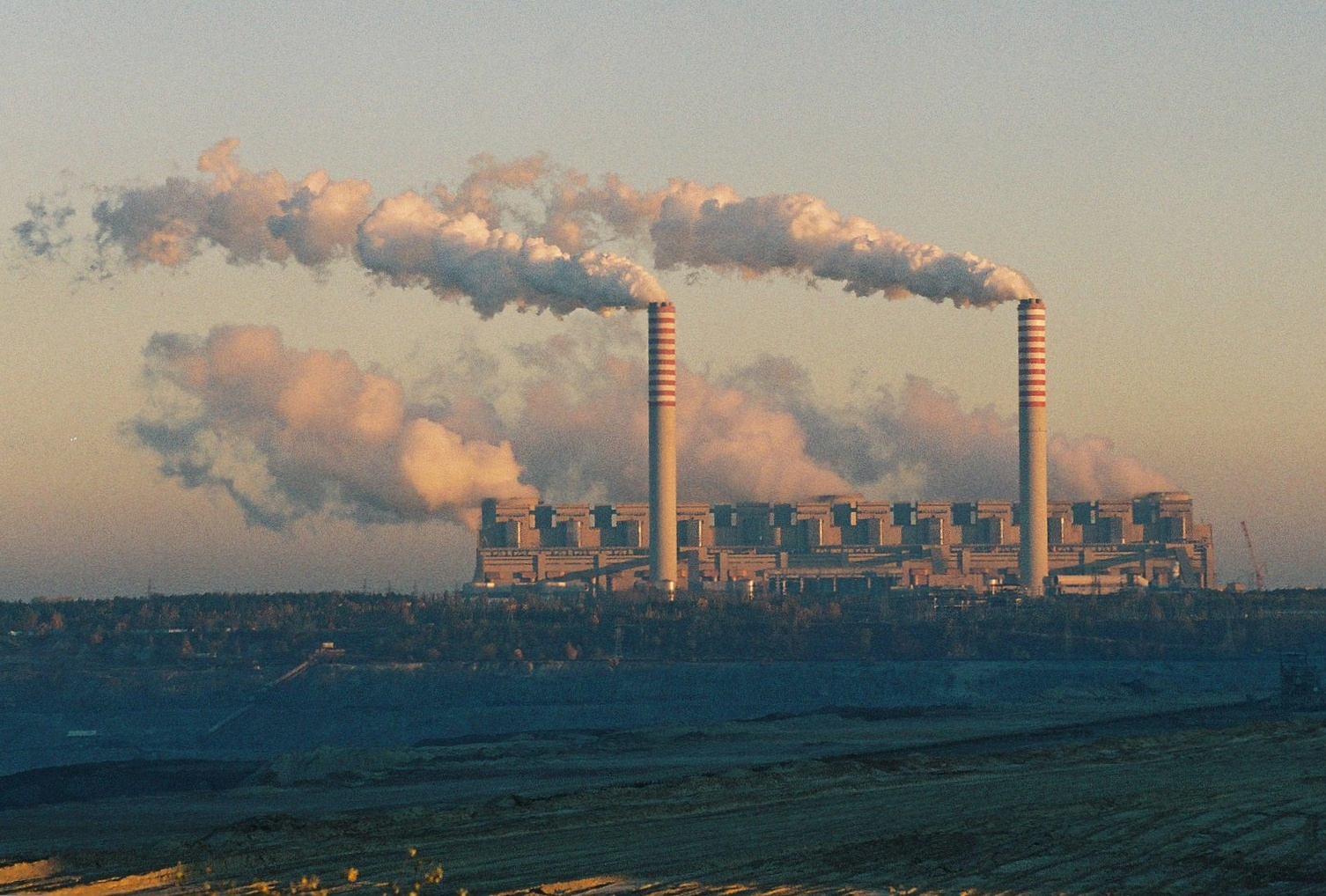
De kolencentrale van Bełchatów in Polen

Aandeel elektriciteitsproductie uit kolen

Een kolencentrale is een thermische elektriciteitscentrale die met steenkool wordt gestookt. Vanwege de hoge uitstoot van fijnstof, NOx, SOx en CO2, werden kolencentrales als een van de meest milieuschadelijke vormen van energieopwekking beschouwd. Moderne centrales zijn in staat om een mengsel van steenkool en biomassa in de vorm van houtkorrels te verbranden en de rookgassen voor 96% te zuiveren van NOx en SOx en 99,95% van de vliegas af te vangen.

## Werking stoomcircuit
Bij een conventionele kolengestookte centrale wordt water onder hoge druk in een stoomketel gepompt, en verhit door het stoken van poederkool (zeer fijn gemalen kool).
Daarnaast bestaan er kolengestookte centrales die werken volgens het STEG-principe. Daarbij worden de kolen eerst vergast. Het gas wordt in een gasturbine verbrand. De resterende warmte wordt gebruikt om de stoom weer te verhitten.
Het water wordt in verschillende delen van de stoomketel verhit tot oververhitte stoom met een temperatuur van vroeger ongeveer 540 graden Celsius en nu 600°C, en een druk van vroeger 180 bar en nu 290 bar. Wanneer de stoom uit de stoomketel komt wordt deze door een meertraps-stoomturbine geleid, waar de energie in de stoom wordt omgezet in rotatie-energie. De druk en temperatuur van de stoom zijn daarna flink verminderd. Met de stoomturbine wordt een generator aangedreven.
De stoom die uit de hogedrukstoomturbine komt wordt nogmaals door de stoomketel geleid om de energie-inhoud weer te verhogen, om vervolgens in de midden- en lagedrukstoomturbines weer verder te expanderen en rotatie-energie te leveren. Wanneer de stoom volledig geëxpandeerd is, wordt deze door een condensor geleid waarin de stoom condenseert tot water. Het water wordt door de voedingswaterpomp op druk gebracht en weer naar de stoomketel geleid.

## Werking brandstofcircuit
Bij een kolencentrale wordt steenkool gestookt. Omdat deze kool wereldwijd verschilt van samenstelling, worden de verschillende soorten kolen gemengd, zodat aan bepaalde standaarden kan worden voldaan. Op deze manier kan bijvoorbeeld een partij goedkope kolen met een hoog zwavelgehalte worden gemengd met een partij duurdere kolen met een laag zwavelgehalte, zodat in totaal goedkoper gestookt kan worden, terwijl toch aan emissienormen kan worden voldaan.
De losse partijen kolen worden in de buitenlucht opgeslagen op het kolenpark en gemengd op het mengveld, dit wordt "blenden" genoemd. Vanuit het mengveld worden de kolen getransporteerd naar de kolenbunkers, dit is de werkvoorraad kolen, die in de centrale zelf wordt opgeslagen. Vanuit de kolenbunkers worden de kolen via een voeder in de poederkoolmolen geleid en heel fijn vermalen. De poederkool wordt met lucht getransporteerd naar de branders in de stoomketel, waar onder een overmaat aan lucht de kolen verbrand worden.
Doordat in de kolen ook onbrandbare stoffen voorkomen, blijft er in de stoomketel wat as achter en wordt er ook een hoop as meegevoerd met de afgevoerde rookgassen. De bodemas die in de stoomketel achterblijft, wordt d.m.v. een kettingschraper afgevoerd. Het lichtere as wat met de rookgassen wordt meegevoerd noemen we eco-as en de vliegas. Eco-as is zwaarder as en zal net na de economiser, vlak voor uittrede van de ketel omlaag vallen en in troggen opgevangen worden. Onder de troggen bevindt zich een silo waar de eco-as in valt en vervolgens met lucht naar opslag silo's getransporteerd wordt. Het lichtere vliegas wordt met elektrostatisch vliegasfilter uit de rookgassen afgevangen.
De rookgassen bevatten ook stikstofoxiden; deze worden verminderd door middel van reductie met een katalysator (SCR), ook wel een DeNOx genoemd. Doordat steenkool zwavel bevat, komt er bij de verbranding ook zwaveldioxide vrij; deze wordt afgevangen in de rookgasontzwavelingsinstallatie (ROI). Tussen de SCR-eenheid en de ROI bevindt zich een elektrostatisch filter waarmee vliegas (stof) wordt afgevangen met een rendement tot 99,95%. De rookgasontzwavelingsinstallatie heeft een rendement van 96%.
Naast dit alles bevat het rookgaskanaal ook nog een luchtvoorverwarmer (LUVO), waar de warmte van de rookgassen wordt overgedragen aan de lucht die voor het verbranden van de kolen wordt gebruikt, waardoor het rendement verhoogd wordt. Een moderne ultra superkritische kolencentrale zoals Centrale Maasvlakte van E.ON haalt op maximaal vermogen een rendement van 46%. Dat wil zeggen dat 46% van de energie-inhoud van de kolen wordt omgezet in elektriciteit. Het rendement van oudere centrales lag op maximaal vermogen vaak niet hoger dan zo'n 37-40% maar is in oudere Nederlandse centrales als de Hemwegcentrale en de Amercentrale door groot onderhoud/vervanging opgeschroefd naar zo'n 42%.
Als een centrale op lager vermogen moet draaien, door bijvoorbeeld een overschot van zon- of windenergie, is het rendement ook lager.

## Kolencentrale en CO2

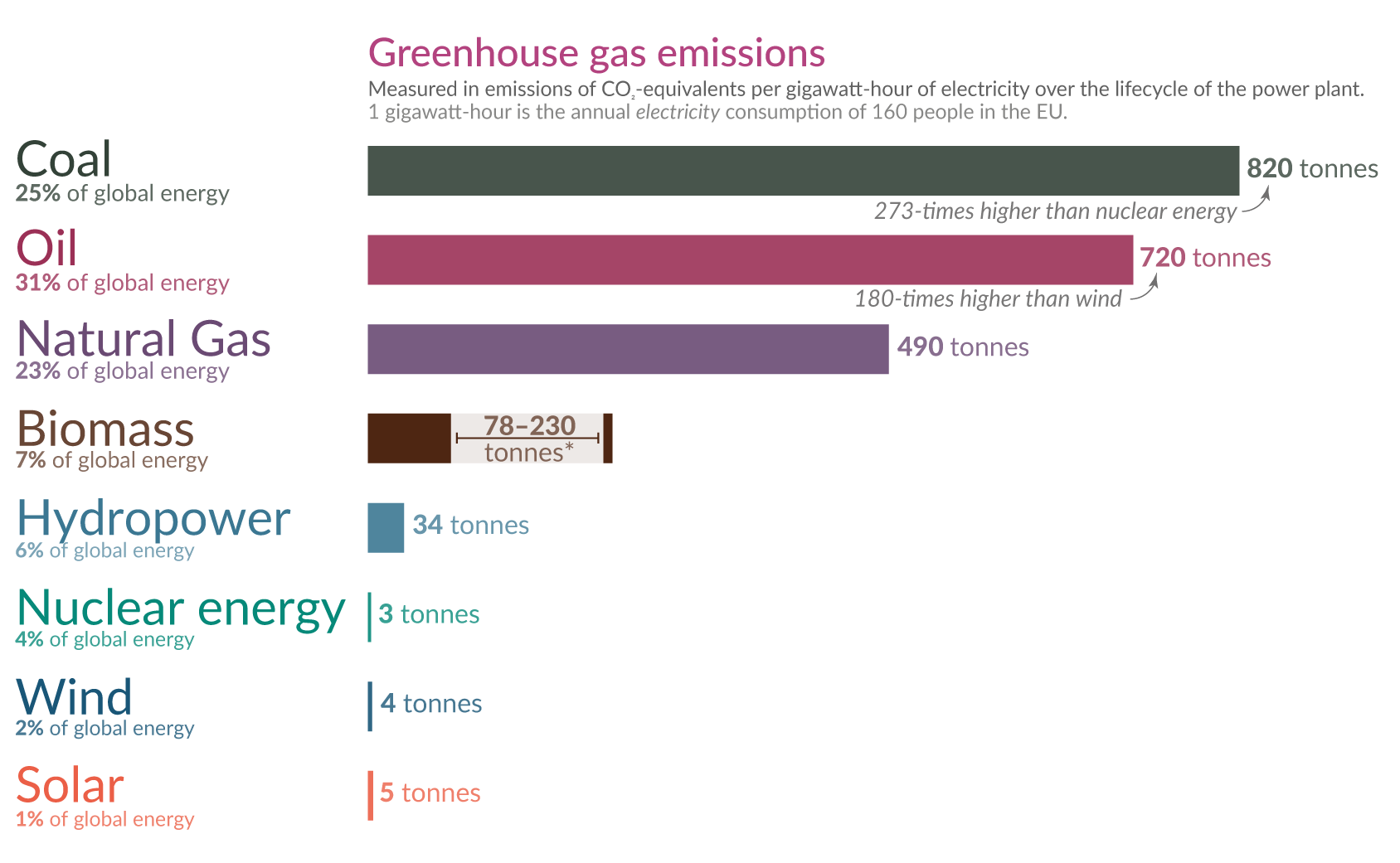
Broeikasgassen per energiebron. Kool is de energiebron met de meeste broeikasgassen.

Doordat elektriciteitscentrales (kolen, olie en gas) een gemiddelde levensduur hebben van 35 jaar, zullen deze de komende decennia waarschijnlijk nog blijven bijdragen aan CO2-uitstoot en klimaatverandering. Daartegenover staat dat de meeste centrales in Noord-Amerika, Europa en Japan aan het einde van hun levenscylus en dus aan vervanging toe zijn.

## Kolencentrales in de strategische energiemix
Steenkool wordt op veel plaatsen in de wereld gewonnen. De herkomst van de steenkool die in Nederland wordt gebruikt is Noord-Amerika, Zuid-Amerika, Zuid-Afrika, Australië en Rusland. Dit zijn grotendeels politiek stabiele regio's. Vanuit politiek-strategisch perspectief vinden West-Europese regeringen het belangrijk om voor de energievoorziening niet te veel afhankelijk te zijn van landen uit het Midden-Oosten en Rusland.